# Gregory Harrison
Gregory Neale Harrison (Avalon, 31 maggio 1950) è un attore statunitense.

## Biografia
Nato ad Avalon, in California nel 1950, all'età di 21 anni, dopo due anni nell'esercito,  si trasferisce a Hollywood dove studia per diventare attore. Inizia la sua carriera a metà degli anni '70. Dal 1981 è sposato con l'attrice Randi Oakes, conosciuta durante il reality show Battle of the network stars. La coppia ha quattro figli, tre femmine e un maschio: Emma Lee, Kate, Quinn Edgar e Lily Anne.

## Carriera
Ha raggiunto la grande popolarità interpretando il Dr. George Alonzo 'Gonzo' Gates nella serie TV Trapper John (1979-1985). Ha poi partecipato al film per la TV For Ladies Only (1981), da lui stesso prodotto, e a numerosi altri lavori quali Enola Gay e Fresno. Molto importante è stato il ruolo di Chandler in Surf, surf, surf, un film del 1987.
Dal 1989 al 1990 ha fatto parte del cast di Falcon Crest, e nel successivo decennio ha partecipato come protagonista e coprotagonista a molte produzioni televisive e cinematografiche quali The Family Man (1990-1991) La mia piccola donna (1994), Siero mortale (1994), nonché alla trilogia di Matrimonio per papà e al film Air Bud 2 - Eroe a quattro zampe (1998).
Ha preso parte a numerose serie televisive come One Tree Hill, Il tocco di un angelo, Giudice Amy, Reunion, Law & Order, NCIS - Unità anticrimine, Castle, Rizzoli & Isles, Reckless e The Middle. Dal 2015 al 2018 ha fatto parte del cast di Il mistero delle lettere perdute, trasmesso in Italia da Raiuno 
Alterna la sua carriera di attore televisivo e cinematografico a quella teatrale. Dagli anni 2000 ha infatti partecipato a vari musicals di Broadway tra i quali Chicago, che ha portato in tournée in oltre 70 città degli Stati Uniti, e Follies.

## Filmografia

### Cinema
- Jim the World's Greatest, regia di Don Coscarelli e Craig Mitchell (1975)
- Campus story (Fraternity Row), regia di Thomas J. Tobin (1977)
- Razorback: - Oltre l'urlo del demonio (Razorback), regia di Russell Mulcahy (1984)
- Surf, surf, surf (North Shore), regia di William Phelps (1987)
- Passione fatale 2 (Body Chemistry II: Voice of a Stranger), regia di Adam Simon (1992)
- Cadillac Girls, regia di Nicholas Kendall (1993)
- Tis a Gift to be Simple, regia di James C.E. Burke – cortometraggio (1994)
- Prova schiacciante (Hard Evidence), regia di Michael Kennedy (1995)
- Un party per Nick (It's My Party), regia di Randal Kleiser (1996)
- Air Bud 2 - Eroe a quattro zampe (Air Bud: Golden Receiver), regia di Richard Martin (1998)
- Love 'N Dancing, regia di Robert Iscove (2009)
- Give 'em Hell, Malone! - Falli fuori, Malone! (Give 'Em Hell, Malone), regia di Russell Mulcahy (2009)
- The M Word, regia di Henry Jaglom (2014)
- Fair Haven, regia di Kerstin Karlhuber (2016)
- L'ora della verità (The Vanished), regia di Peter Facinelli (2020)

### Televisione
- Trilogia del terrore (Trilogy of Terror), regia di Dan Curtis – film TV (1975)
- Wonder Woman – serie TV, episodio 1x01 (1975)
- Barnaby Jones – serie TV, episodio 5x01 (1976)
- M*A*S*H – serie TV, episodio 5x05 (1976)
- L'albero di Natale è sempre verde (The Gathering), regia di Randal Kleiser – film TV (1977)
- La fuga di Logan (Logan's Run) – serie TV, 14 episodi (1977-1978)
- Colorado (Centennial) – miniserie TV, 10 episodi (1978-1979)
- The Best Place to Be, regia di David Miller – film TV (1979)
- Trapper John (Trapper John, M.D.) – serie TV, 142 episodi (1979-1986)
- Donne (The Women's Room), regia di Glenn Jordan – film TV (1980)
- Enola Gay (Enola Gay: The Men, the Mission, the Atomic Bomb), regia di David Lowell Rich – film TV (1980)
- Club Max (For Ladies Only), regia di Mel Damski – film TV (1981)
- The Fighter, regia di David Lowell Rich – film TV (1983)
- The Hasty Heart, regia di Martin M. Speer – film TV (1983)
- Brivido seducente (Seduced), regia di Jerrold Freedman – film TV (1985)
- Maledetta libertà (Oceans of Fire), regia di Steve Carver – film TV (1986)
- Fresno – serie TV, 5 episodi (1986)
- Quadri che scottano (Hot Paint), regia di Sheldon Larry – film TV (1988)
- Fiume rosso (Red River), regia di Richard Michaels – film TV (1988)
- Falcon Crest -– serie TV, 22 episodi (1989-1990)
- Ricordo mortale (Dangerous Pursuit), regia di Sandor Stern – film TV (1990)
- Giorno e notte con l'assassino (Angel of Death), regia di Bill Norton – film TV (1990)
- The Family Man – serie TV, 22 episodi (1990-1991)
- Lo stretto indispensabile (Bare Essentials), regia di Martha Coolidge – film TV (1991)
- Il silenzio spezzato (Breaking the Silence), regia di Robert Iscove – film TV (1992)
- Un'altra vita (Duplicates), regia di Sandor Stern – film TV (1992)
- Split Images, regia di Sheldon Larry – film TV (1992)
- Il sospettato (Caught in the Act), regia di Deborah Reinisch – film TV (1993)
- Vendetta per amore (A Family Torn Apart), regia di Craig R. Baxley – film TV (1993)
- La mia piccola donna (Lies of the Heart: The Story of Laurie Kellogg), regia di Michael Toshiyuki Uno – film TV (1994)
- Siero mortale (Mortal Fear), regia di Larry Shaw – film TV (1994)
- Un papà per Natale (A Christmas Romance), regia di Sheldon Larry – film TV (1994)
- Attrazione pericolosa (A Dangerous Affair), regia di Alan Metzger – film TV (1995)
- Sisters – serie TV, 5 episodi (1995)
- Il tocco di un angelo (Touched by an Angel) – serie TV, episodi 1x10-4x17-8x22 (1995-2002)
- Un'estate di paura (Summer of Fear), regia di Mike Robe – film TV (1996)
- Dark Skies - Oscure presenze (Dark Skies) – serie TV, 19 episodi (1996-1997)
- Quel piccolo sottile segreto (When Secrets Kill), regia di Colin Bucksey – film TV  (1997)
- Oltre i limiti (The Outer Limits) – serie TV, episodio 4x14 (1998)
- Running Wild, regia di Timothy Bond – film TV (1998)
- Dead Man's Gun – serie TV, episodio 2x08 (1998)
- Murder at 75 Birch, regia di Michael M. Scott (1998)
- Maggie Winters – serie TV, episodio 1x08 (1999)
- Rapimento alla Casa Bianca (First Daughter), regia di Armand Mastroianni – film TV (1999)
- Matrimonio per papà (Au Pair), regia di Mark Griffiths – film TV (1999)
- Safe Harbor – serie TV, 10 episodi (1999)
- Giochi di potere (First Target), regia di Armand Mastroianni – film TV (2000)
- Ed – serie TV, 5 episodi (2000)
- Giudice Amy (Judging Amy) – serie TV, 4 episodi (2000-2001)
- Matrimonio per papà 2 (Au Pair II), regia di Mark Griffiths – film TV (2001)
- First Shot, regia di Armand Mastroianni – film TV (2002)
- St.Sass, regia di Gerry Cohen – film TV (2002)
- Squadra Med - Il coraggio delle donne (Strong Medicine) – serie TV, 4 episodi (2002-2003)
- Miracles – serie TV, episodio 1x05 (2003)
- Joey – serie TV, 5 episodi (2005-2006)
- Reunion – serie TV, 7 episodi (2005-2006)
- Law & Order - Unità vittime speciali (Law & Order: Special Victims Unit) – serie TV, episodio 8x02 (2006)
- Nurses, regia di P. J. Hogan – cortometraggio TV (2007)
- Rodney – serie TV, episodio 2x21 (2008)
- Vacanza in paradiso (Au Pair 3: Adventure in Paradise), regia di Mark Griffiths – film TV (2009)
- Maneater – miniserie TV (2009)
- Drop Dead Diva – serie TV, episodio 1x08 (2009)
- One Tree Hill – serie TV, 11 episodi (2009-2011)
- CSI: NY – serie TV, episodio 7x05 (2010)
- Hot in Cleveland – serie TV, episodio 2x09 (2011)
- Body of Proof – serie TV, episodio 2x09 (2011)
- Outside the Box – miniserie TV, episodio 5 (2012)
- Damigella in incognito (Undercover Bridesmaid), regia di Matthew Diamond – film TV (2012)
- Ringer – serie TV, 5 episodi (2012)
- After All These Years, regia di Scott Smith – film TV (2013)
- Psych – serie TV, episodio 7x13 (2013)
- Reckless – serie TV, 13 episodi (2014)
- Le nove vite del Natale (The Nine Lives of Christmas), regia di Mark Jean (2014)
- Un amore a ciel sereno (Cloudy with a chance of Love), regia di Bradford May – film TV (2015)
- Castle – serie TV, episodio 7x22 (2015)
- Il mistero delle lettere perdute - Il passato può cambiare (Signed, Sealed, Delivered: Truth Be Told), regia di Kevin Fair – film TV (2015)
- NCIS - Unità anticrimine (NCIS) – serie TV, episodio 13x06 (2015)
- Rizzoli & Isles – serie TV, 6 episodi (2015-2016)
- Il mistero delle lettere perdute - Cotti a puntino (Signed, Sealed, Delivered: One in a Million), regia di Kevin Fair – film TV (2016)
- Il mistero delle lettere perdute - Una consegna divina (Signed, Sealed, Delivered: Lost Without You), regia di Kevin Fair – film TV (2016)
- Il Natale del vero amore (My Christmas Love), regia di Jeff Fisher – film TV (2016)
- Il mistero delle lettere perdute - Un miglio da terra (Signed, Sealed, Delivered: Higher Ground), regia di Kevin Fair – film TV (2017)
- Il mistero delle lettere perdute - La speranza torna a casa (Signed, Sealed, Delivered: Home Again), regia di Kevin Fair – film TV (2017)
- The Middle – serie TV, episodio 9x03 (2017)
- Chesapeake Shores – serie TV, 13 episodi (2017-2019)
- Il mistero delle lettere perdute - Il regalo di mia madre (Signed, Sealed, Delivered: To the Altar), regia di Kevin Fair – film TV (2018)
- American Housewife – serie TV, episodi 3x09-3x19 (2018-2019)
- General Hospital – serial TV, 28 puntate (2020-2021)
- 9-1-1 – serie TV, episodi 4x04-4x05 (2021)

## Doppiatori italiani
Nelle versioni in italiano delle opere in cui ha recitato, Gregory Harrison è stato doppiato da:
- Massimo Lodolo in La mia piccola donna, Attrazione pericolosa, Quel piccolo sottile segreto, Il tocco di un angelo, Joey
- Mauro Gravina in Body of Proof, 9-1-1
- Francesco Prando in Castle, Reckless
- Sandro Acerbo in La fuga di Logan
- Rodolfo Baldini in Trapper John
- Sergio Di Stefano in Surf, surf, surf
- Gino La Monica in Law and Order unità vittime speciali
- Oliviero Dinelli in One Tree Hill
- Paolo Buglioni ne Il mistero delle lettere perdute
- Romano Malaspina in  Razorback: oltre l'urlo del demonio
- Roberto Chevalier in  Drop Dead Diva
- Saverio Indrio in  CSI: NY
- Mario Cordova in NCIS - Unità anticrimine
- Carlo Scipioni in Psych
- Francesco Pannofino in Passione fatale 2
- Massimiliano Lotti ne L'ora della verità